# Wiesbadener Casino-Gesellschaft

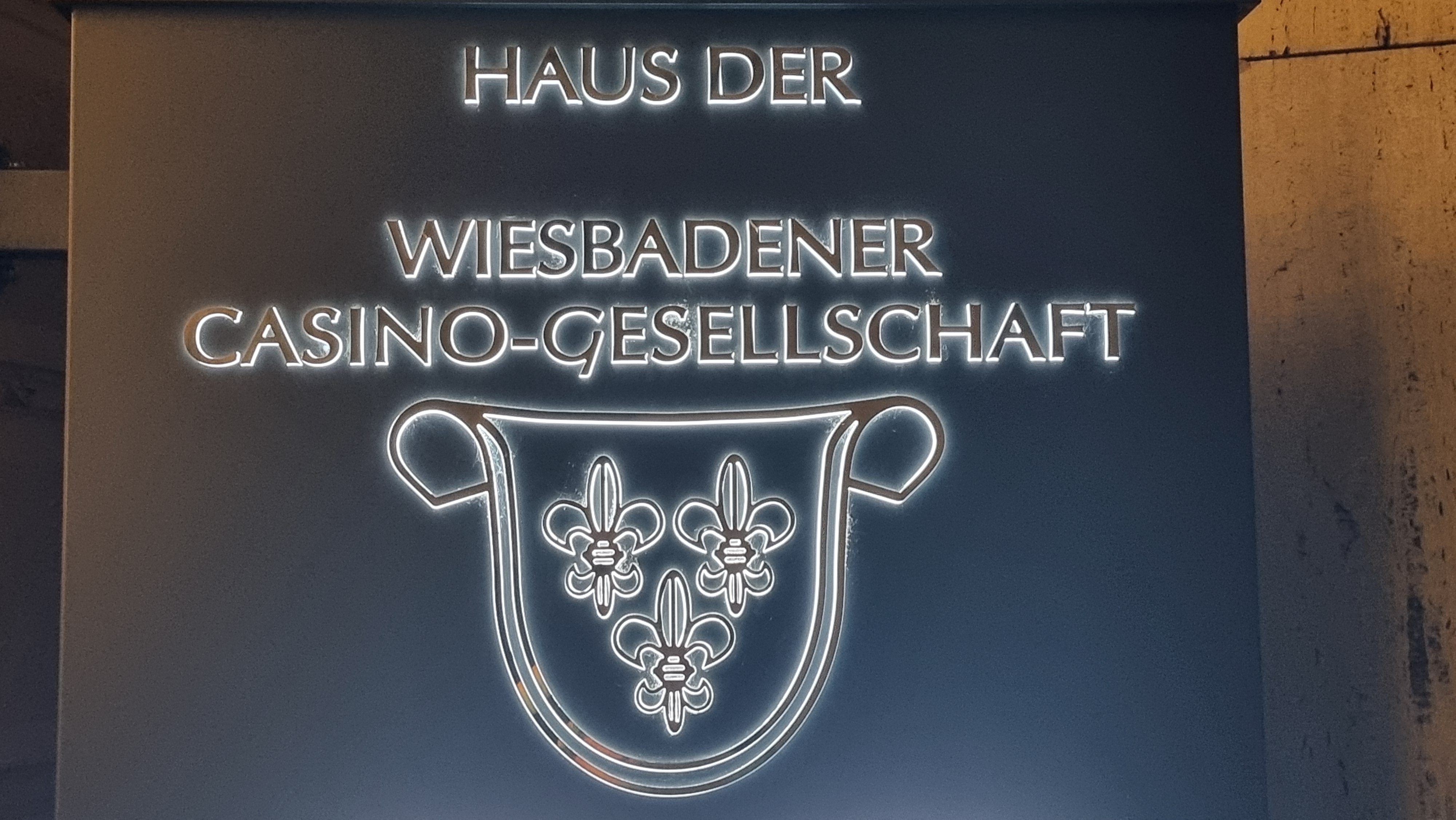
Eingang der Casino-Gesellschaft

Die Wiesbadener Casino-Gesellschaft ist eine von Adeligen, Offizieren und hohen Repräsentanten des Bürgertums ursprünglich „zum Zwecke der Durchführung geselliger, wissenschaftlicher und kultureller Veranstaltungen“ 1816 gegründete Vereinigung in der Hauptstadt des Herzogtums Nassau. Die Wiesbadener Casino-Gesellschaft errichtete und unterhält seitdem zu diesem Zweck ein repräsentatives Gebäude als Veranstaltungsort und Versammlungsstätte. Die Bezeichnung „Wiesbadener Casino-Gesellschaft“ wird gleichbedeutend auch für das von ihr errichtete Gebäude verwendet.

## Geschichte
Die Casino-Gesellschaft begann ihr Wirken, nachdem Herzog Friedrich August am 22. März 1816 ihre Gründungsurkunde genehmigt hatte. Es war seine letzte Amtshandlung, er starb am 24. März 1816. Erster Präsident der Vereinigung wurde Karl Friedrich August von Dalwigk.
Das zunächst in der Satzung festgelegte Beitrittsverbot für Nicht-Beamte wurde noch im Gründungsjahr gestrichen. Dennoch bildeten Beamte und Offiziere den Großteil der Mitglieder. Bis 1832 hatte sich die Struktur nicht wesentlich geändert und die Vereinigung zählte hauptsächlich „Hof- und Staatsbeamte und Militärs“ zu ihren Mitgliedern. Zu gesellschaftlichen Anlässen und Feiern wurden allerdings auswärtige Gäste oder Kurgäste eingeladen.

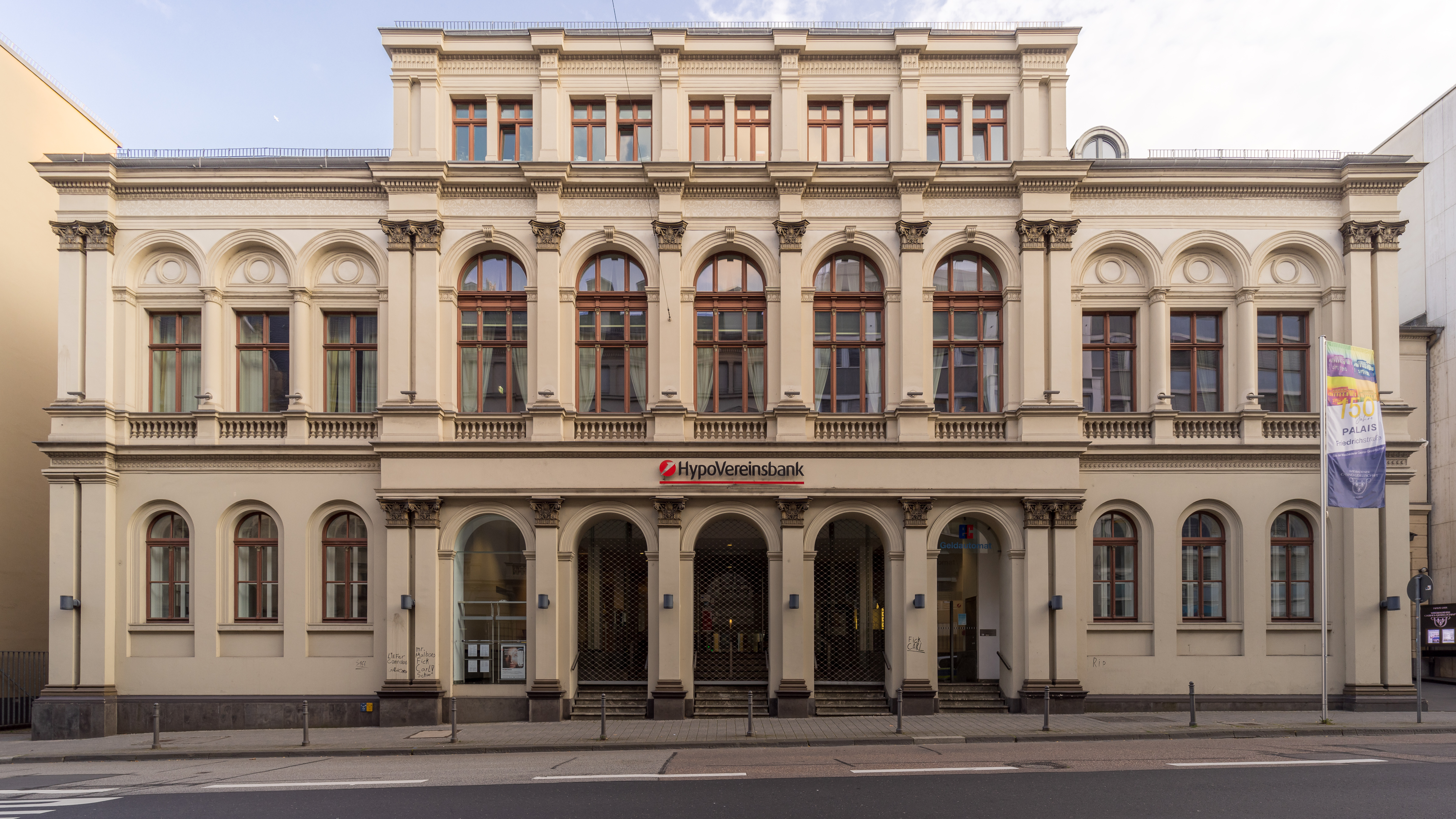
Palais Friedrichstraße 22

Seit ihrer Gründung hatte es sich die Wiesbadener Casino-Gesellschaft zur Aufgabe gemacht, das gesellschaftliche und kulturelle Leben der Stadt zu fördern und zu pflegen. Sie war eine von vielen Vereinigungen des Bürgertums, die sich zu dieser Zeit in ganz Europa verbreiteten. Die Gesellschaftsrunden waren zunächst als Lesegesellschaften ausgelegt, die dem Wunsch nach Bildung und Information entgegenkamen. Da aber bald Bücher und Zeitungen immer billiger wurden und damit den Bürgern leichter zugänglich wurden, richtete sich der Schwerpunkt des Interesses bald auf kulturellen Austausch, auf Kunst und Amüsement. Es gab vermehrt Veranstaltungen mit Tanz, Gesang, Spiel und gutem Essen. Manch eine Lesegesellschaft änderte ihren Namen und nannte sich fortan Casinogesellschaft, um den Charakter des Amüsements deutlicher zu unterstreichen und wieder mehr Interessenten in die Räumlichkeiten zu locken.

## Gebäude und Ausstattung

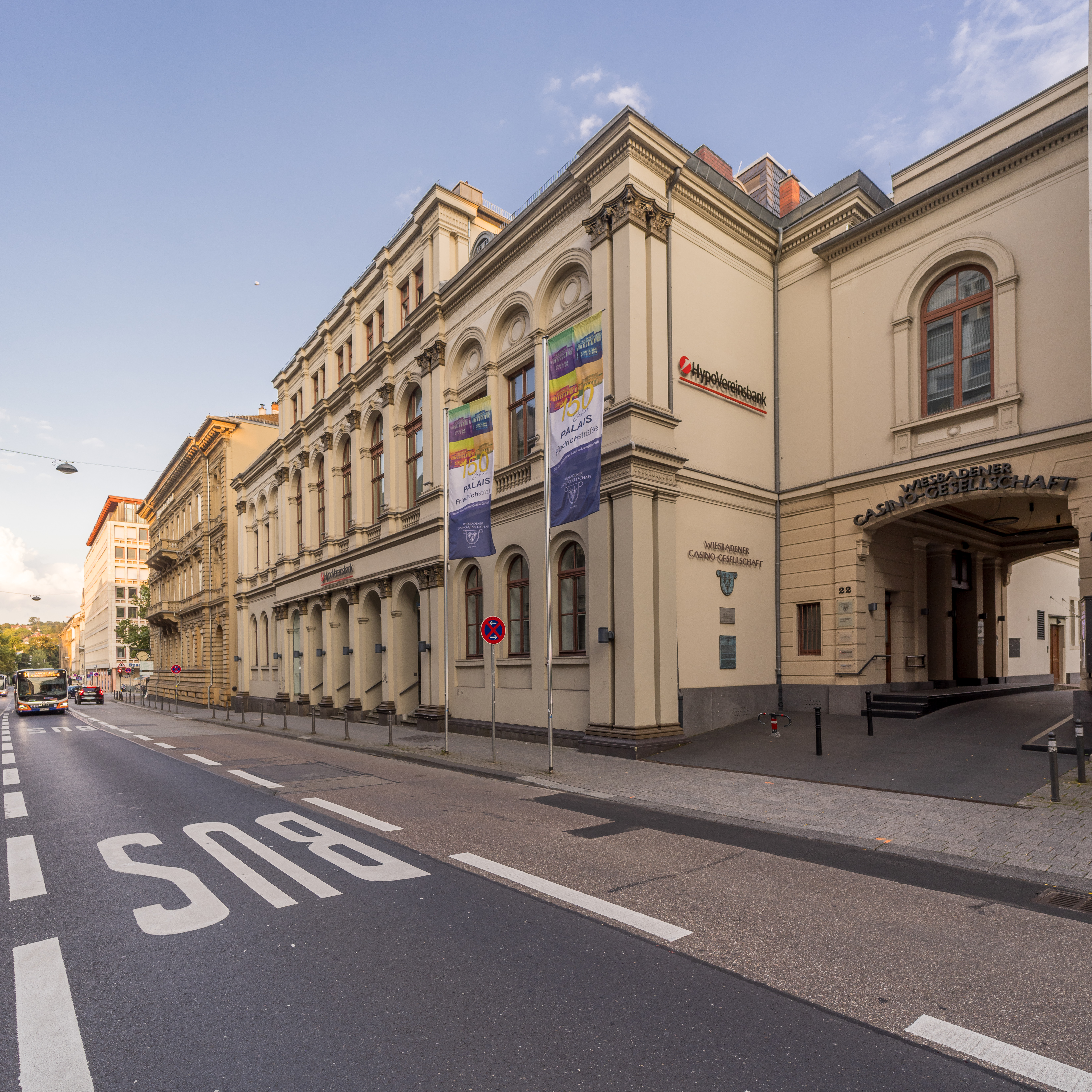
Palais mit Torbau

Der Architekt Wilhelm Bogler baute in den Jahren von 1872 bis 1874 im Historischen Fünfeck Wiesbadens das Palais Friedrichstraße 22 im Stil des strengen Historismus mit dreigeschossiger Fassade als Sitz der Casinogesellschaft. Er entwarf einen symmetrischen Baukörper mit Mittelrisalit nebst anschließendem Torbau im Neurenaissancestil. Das Gebäude steht unter Denkmalschutz.
Das Erdgeschoss ist an die HypoVereinsbank vermietet. Beim Umbau für die Bank wurde das fünfbogige Eingangsportal großzügig verglast und mit einem Schriftzug der Bank bekrönt. Drei Glastüren bieten entweder während der Schalterstunden einen Einblick in die hell erleuchteten Geschäftsräume oder werden ansonsten durch herabgelassene Rollgitter geschützt. Dies sind die einzigen von außen wahrnehmbaren Veränderungen gegenüber einer historischen Gebäudeskizze auf der Homepage der Casino-Gesellschaft. Nur eine dort mit „Wiesbaden Civilcasino“ betextete Postkartenansicht zeigt eine andere Gebäudefront. Anstatt des fünfbogigen Portals gibt es eine durchgehende Reihe von Fenstern.
Die Casino-Gesellschaft nutzt über einen Seiteneingang das repräsentative Obergeschoss für ihre Zwecke. Treppenhaus, Spiegelsaal, das Clubzimmer, das klassizistische Speisezimmer im Obergeschoss und der Herzog-Friedrich-August-Saal im Stil des Historismus sind prunkvoll ausgestaltet, mit Wand- und Deckenmalereien versehen und in der historischen Ausführung erhalten geblieben. Der Herzog-Friedrich-August-Saal hat Pilaster, eine bemalte Kassettendecke und Bilder an den Lünetten der oberen Wände. Im Treppenaufgang zum Foyer ist das 1876 datierte, großformatige Ölgemälde „La Festa“ des Historienmalers Anton von Werner angebracht.
In jüngerer Zeit wurden durch Fäulnis und den Echten Hausschwamm geschädigte Teile des Dachstuhls erneuert und die Fassade renoviert. Mit einer Förderung von etwa 44.000 Euro wurden unter anderem die Überarbeitung der Internetseite, die Modernisierung der WCs sowie die Anschaffung von Filtergeräten und Veranstaltungstechnik umgesetzt.

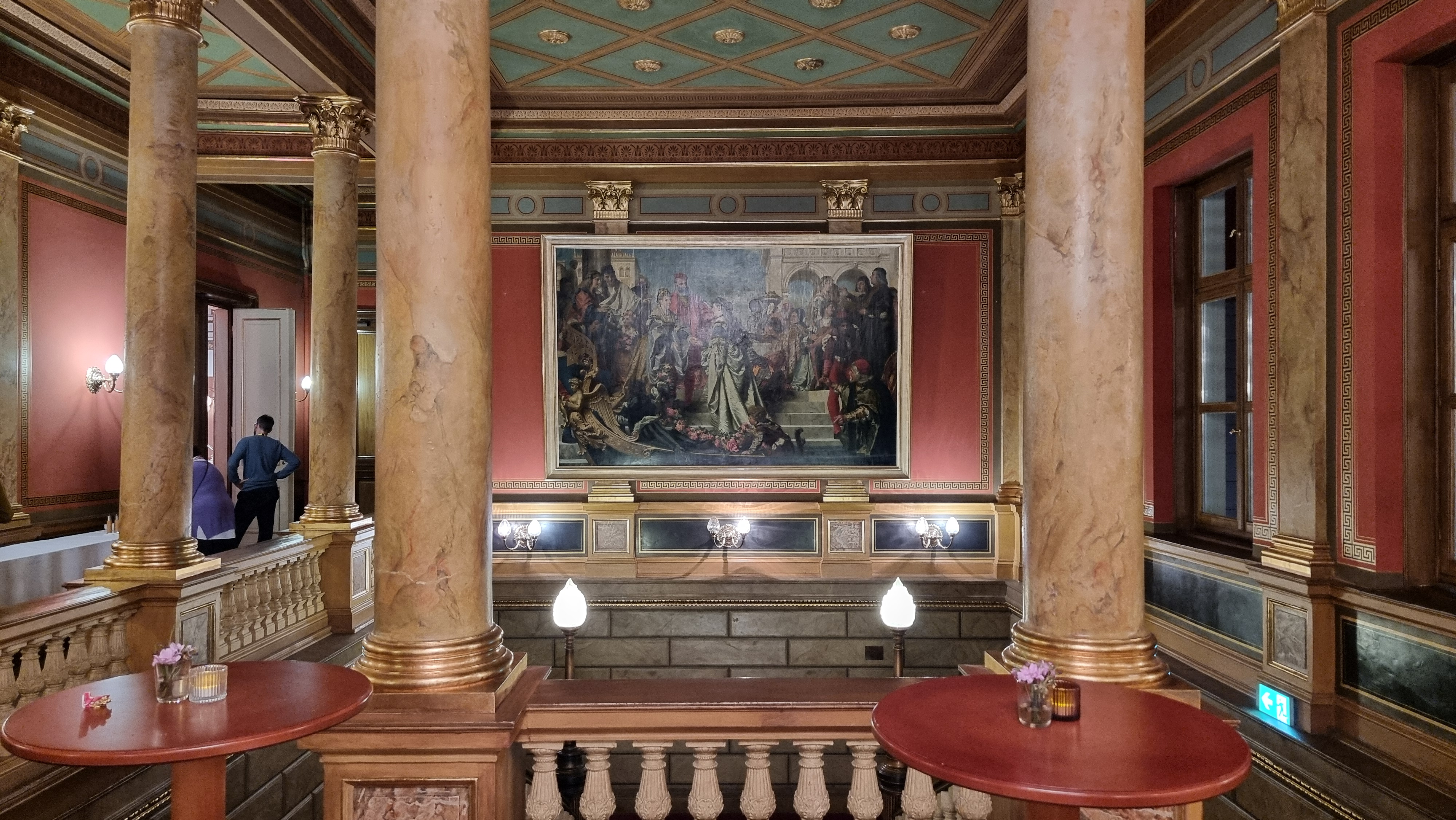
Ölgemälde „La Festa“
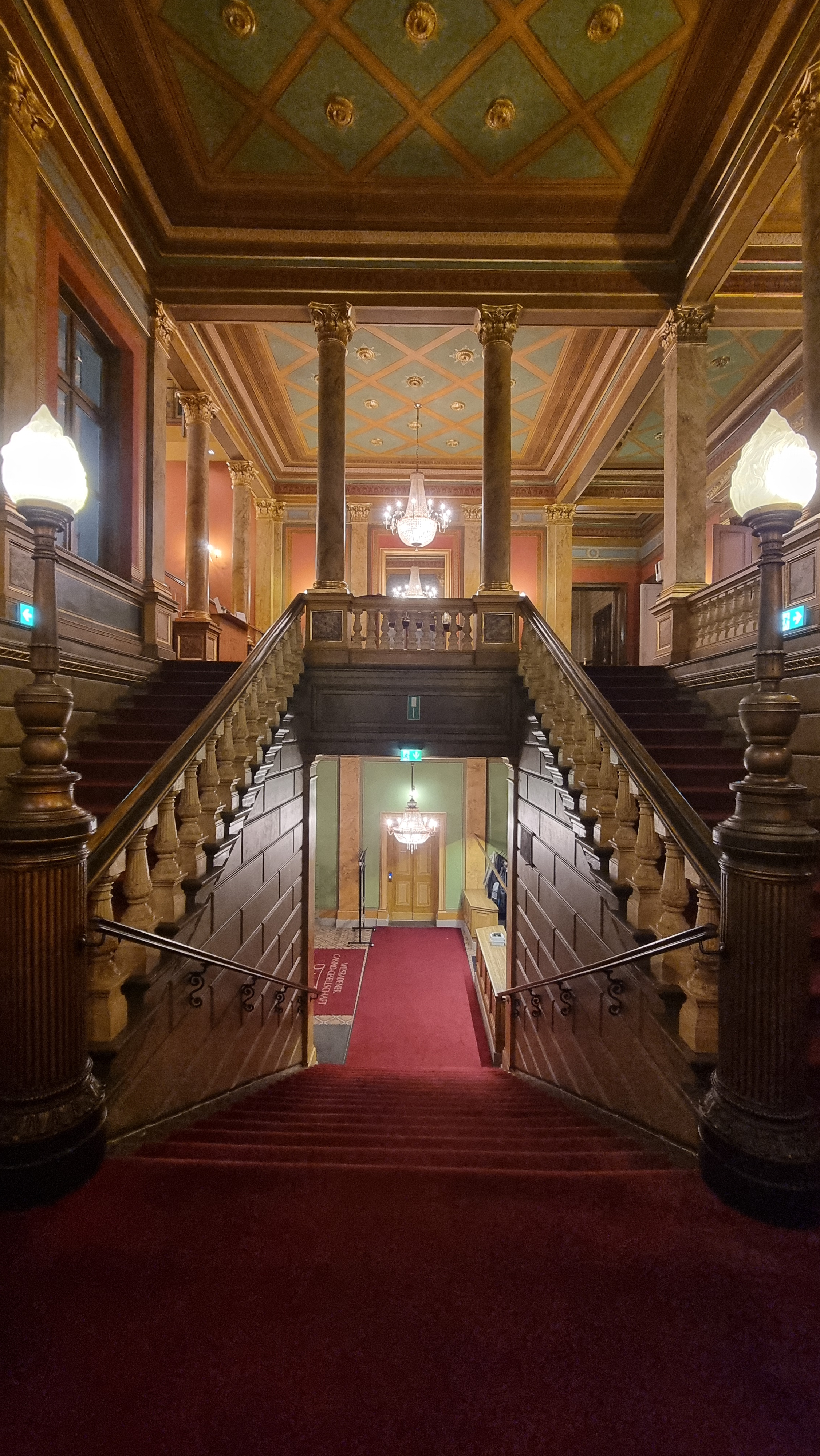
Aufgang Foyer
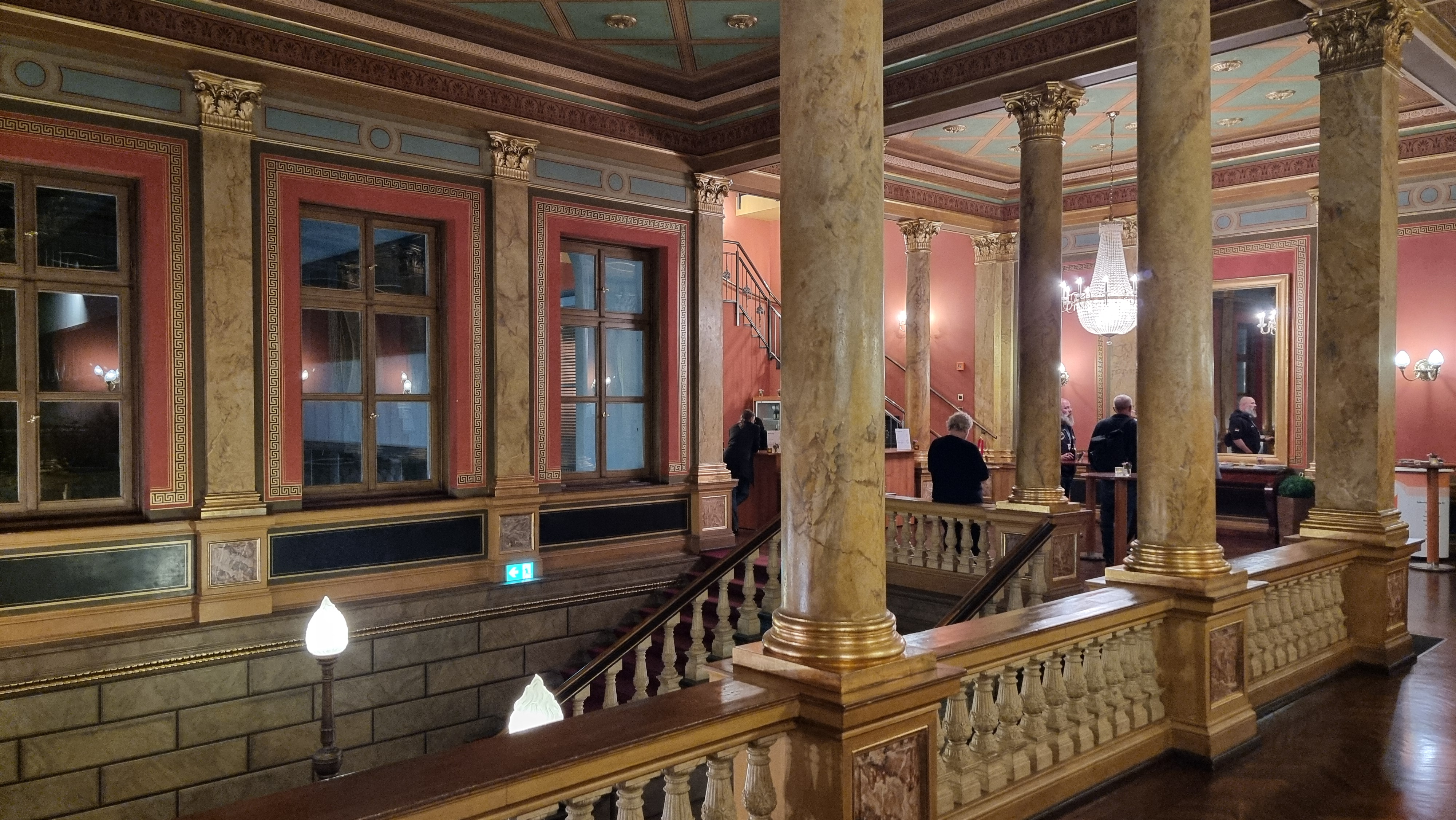
Foyer
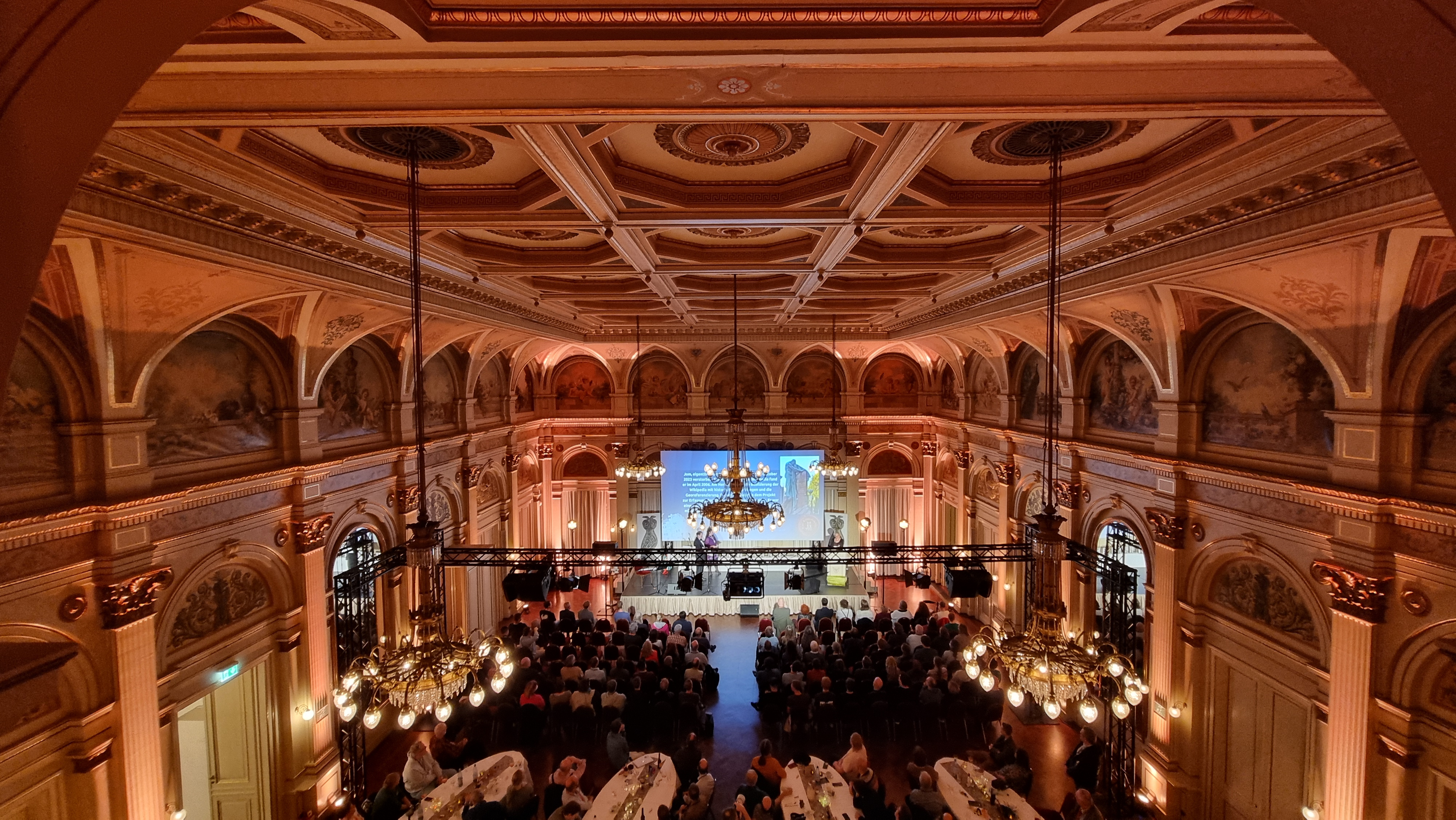
Herzog-Friedrich-August-Saal
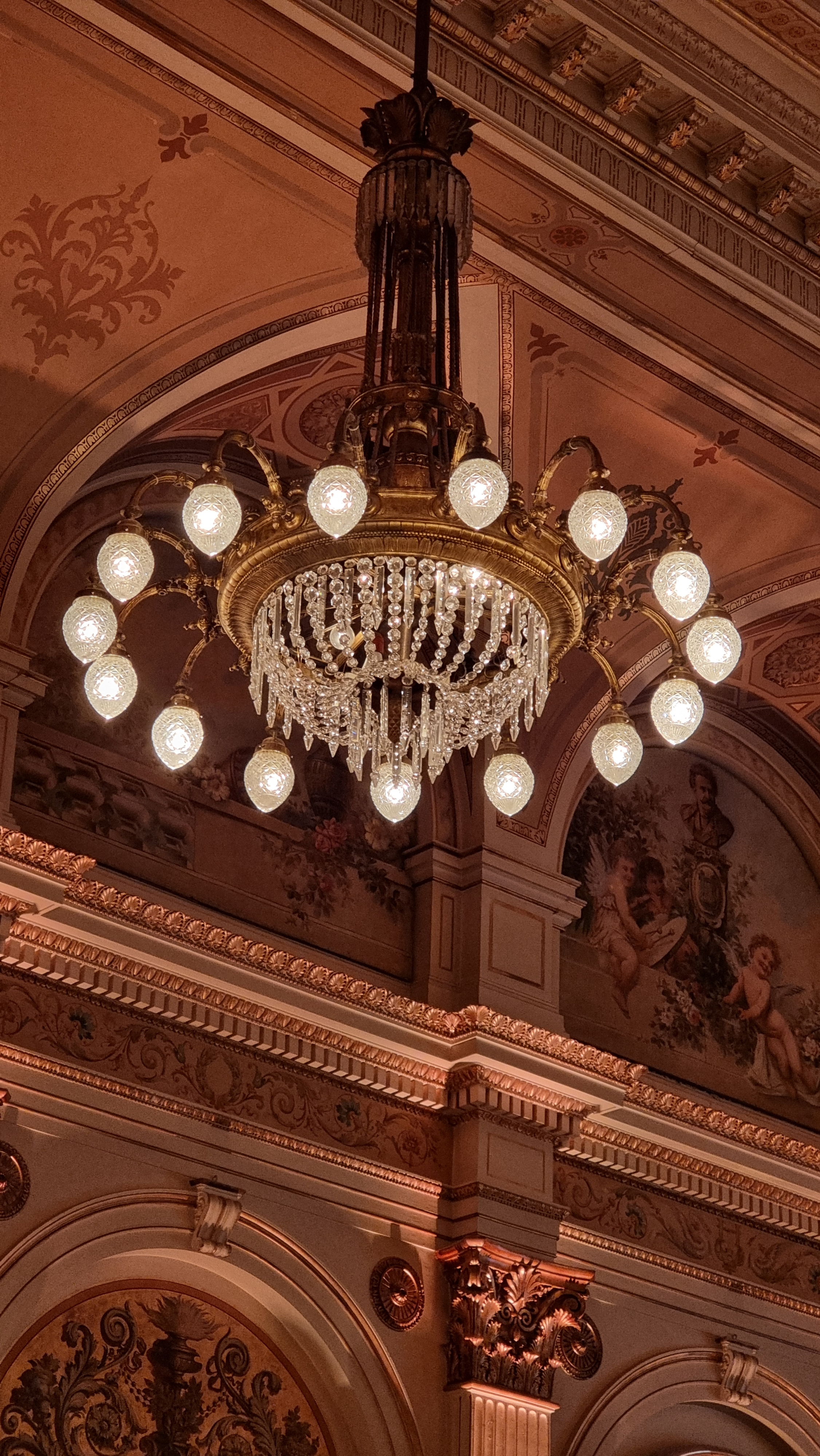
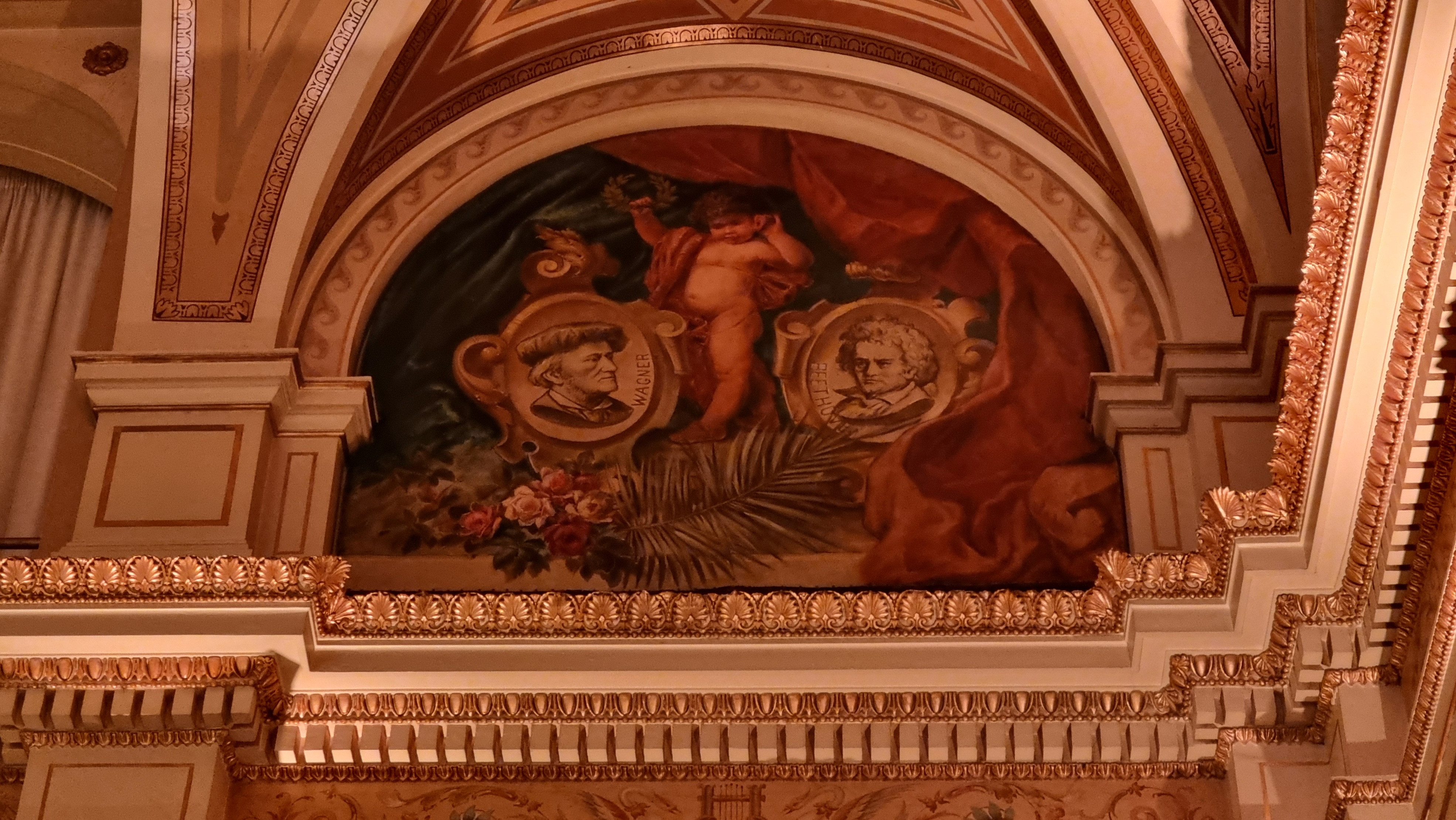